# أناك كراكاتوا
أناك كراكاتوا (بالإندونيسية: Anak Krakatau، تعني: طفل كراكاتوا) هي جزيرة في كالديرا في مضيق سوندا بين جزيرتي جاوة وسومطرة في مقاطعة لامبونغ الاندونيسية. في 29 ديسمبر 1927 خرج أناك كراكاتاو أو من كالديرا التي تشكلت في عام 1883 بسبب الانفجار البركاني المتفجر الذي دمر جزيرة كراكاتوا. كان هناك نشاط انفجاري متقطع في الموقع منذ أواخر القرن العشرين، وبلغت ذروته بانهيار بركاني كبير تحت الماء تسبب في حدوث تسونامي قاتل في ديسمبر 2018، تلاه نشاط لاحق في عام 2019. بسبب صغر سنه أصبحت الجزيرة واحدة من العديد في المنطقة التي تهم كثيرا علماء البراكين وموضوع دراسة مستفيضة.

## النشاط
حتى عام 2018 انهار أناك كراكاتوا بمعدل 13 سم (5.1 بوصة) أسبوعيًا في المتوسط منذ الخمسينيات من القرن الماضي. وهذا يعادل معدل نمو يبلغ 6.8 متر (22 قدمًا) سنويًا. لا تزال الجزيرة نشطة في يناير 2019، حيث بدأت آخر ثوراتها الانفجارية في عام 1994. تناوبت الفترات الهادئة التي استمرت بضعة أيام مع ثورات سترومبوليات المستمرة تقريبًا منذ ذلك الحين. تم إطلاق الغازات الساخنة والصخور والحمم البركانية في ثوران كبير في أبريل 2008. حذر العلماء الذين يراقبون البركان الناس من البقاء خارج منطقة تبعد 3 كيلومترات حول الجزيرة. في 6 مايو 2009 رفع المسح البركاني لإندونيسيا حالة التأهب للثوران في حالة أناك كراكاتوا إلى المستوى الثالث. كشفت بعثة ذهبت إلى البركان أن قبة حمم بعرض 100 متر (330 قدم) كانت تنمو في فوهة البركان.
في يناير 2012 حذر علماء البراكين في جامعة أوريغون من احتمال حدوث تسونامي بسبب انهيار جناح أناك كراكاتاو، حيث تشكل على منحدر حاد على حافة كالديرا الكبيرة التي تشكلت في عام 1883. وقد لوحظت مرحلة ثوران جديدة من يونيو 2018، وفي 15 أكتوبر 2018 كان لدى أناك كراكاتاو سترومبوليان قوي لضعف ثوران فولكانيان، حيث أرسل قنابل الحمم البركانية إلى الماء، وضربت إحدى السفن كانت قريبة من الموقع. تم تسجيل الثوران على الفيديو.

## الثوران والنشاط 2018
ثوران البركان في 22 ديسمبر 2018 تسبب في تسونامي قاتل، مع ارتفاع أمواج يصل ارتفاعها إلى خمسة أمتار. في 31 ديسمبر 2018 أعلنت وكالة الكوارث أن عدد القتلى في كارثة تسونامي بلغ 437 قتيل مع إصابة 14.059 شخص. أثرت كارثة تسونامي على أكثر من 186 ميلاً من الخط الساحلي في سومطرة وجاوة. توفي أكثر من 420 شخص وشرد 40.000 آخرين. جعل هذا الانفجار الثوران البركاني الأكبر في القرن الحادي والعشرين حتى الآن. كان انهيار المخروطي مع تولد تسونامي بمثابة خطر محتمل قبل اندلاع الانفجار مباشرة. قام العلماء بنمذجة هذا الاحتمال قبل ست سنوات من الحدث، وحددوا الجهة الغربية كقسم من البراكين من المرجح أن تفشل.
في أعقاب ثوران ديسمبر 2018 كان يعتقد أن القطاع الجنوبي الغربي من البركان بما في ذلك القمة، قد انهار أثناء الثوران، مما أدى إلى حدوث تسونامي. في 23 ديسمبر تم تأكيد ذلك من خلال بيانات الأقمار الصناعية ولقطات طائرات الهليكوبتر، حيث شوهدت القناة الرئيسية تنفجر من تحت الماء، وتنتج نشاطًا على طراز سورتسيان. فقد البركان أكثر من ثلثي حجمه بسبب هذا الحدث، وتم تخفيض ارتفاعه فوق مستوى سطح البحر من 338 م (1110 قدم) إلى 110 م (360 قدم). ما كان مخروطًا بركانيًا يبلغ ارتفاعه 340 مترًا تم تخفيضه إلى ارتفاع 110 أمتار فقط.
أظهرت رصدات رادار الأقمار الصناعية أنه بحلول 10 يناير 2019 استمر البركان في التطور، مع المزيد من الانفجارات التي بدأت في إعادة تصميم الهيكل المتبقي. الحفرة التي أصبحت مفتوحة أمام البحر بعد الانفجار مباشرة أصبحت الآن بها دائرة كاملة من الحافة فوق مستوى سطح البحر.
في مايو 2019 لوحظ نشاط تخليقي حول الحفرة التي أعيد بناؤها حديثًا حيث استمر البركان في الارتفاع وإعادة تشكيل المناطق التي تم تدميرها في عام 2018.